# Vlčí hřeben
Vlčí hřeben (německy Wolfskamm) je protáhlý hřbet v západních Krkonoších, 3 km východně od Rokytnice nad Jizerou. Jižní část je spíše plochá a široká, ale k severu se zvedá a pokračuje ostrým skalnatým hřebenem. Celý hřbet je porostlý smrkovým lesem a až na výjimky (paseka mezi severním a prostředním vrcholem) bez výhledů.
Severní část Vlčího hřebene je zakončena sedlem Pod Dvoračkami, nad kterým se nachází známá turistická chata Dvoračky, jižní část končí v sedle s Preislerovým kopcem (1035 m), který na celý hřeben navazuje a dohromady tvoří rozsochu Vlčí hřbet. Vzdálenost mezi oběma sedly, tedy délka Vlčího hřebene, je 3 km. Vlčí hřbet pokračuje dále přes osadu Rezek až k vrchu Kobyla (896 m) u Vítkovic.

## Vrcholy
Na Vlčím hřebeni jsou celkem 3 vrcholy, které splňují kritéria pro české tisícovky:
Vlčí hřeben – S vrchol, 1140 m, souřadnice 50°43′56″ s. š., 15°30′37″ v. d.
Nejsevernější, nejstrmější a nejvyšší vrchol, 1 km vzdučnou čarou od sedla Pod Dvoračkami. Vrcholová část je tvořena fylitovými skalami, na příkrých svazích skalní výchozy a sutě, na vrcholu geodetický bod.
Vlčí hřeben, 1124 m, souřadnice 50°43′38″ s. š., 15°30′24″ v. d.
Prostřední vrchol leží 1,5 km od sedla Pod Dvoračkami, je plošší a bez výrazných skal.
Vlčí hřeben – J vrchol, 1119 m, souřadnice 50°43′23″ s. š., 15°30′25″ v. d.
Jižní vrchol se nachází 2 km od sedla Pod Dvoračkami, je velmi plochý až nevýrazný. Na vrcholové plošině geodetický bod, na východním svahu 500 m pod vrcholem malá dřevěná stavba, tzv. Kozí budka.

## Přístup
Kolem Vlčího hřbetu vedou dvě značené turistické cesty mezi osadou Rezek a sedlem pod Dvoračkami – západní svah protíná žlutě značená cesta a východní zeleně značená. O něco výše, zhruba po vrstevnici 1050 m, obchází hřeben neznačená cesta. Přímo po hřbetnici sice žádná cesta nevede, ale až na skalnatou severní část se dá poměrně pohodlně přejít.